# Jamil Anderlini
Jamil Edmond Anderlini (* Oktober 1977 in Kuwait) ist ein neuseeländischer Journalist und Chefredakteur von Politico Europe.

## Leben und Wirken
Anderlini studierte an der Victoria University in Wellington Englische Literatur und Chinesisch und schloss das Studium mit dem Bachelor of Arts ab. Im Anschluss startete er seine journalistische Karriere bei der South China Morning Post, wo er zwei Jahre als Wirtschaftskorrespondent tätig war und wurde Chefredakteur des China Economic Review. Dann wechselte er 2007 zur Financial Times in China und wurde 2011 deren Büroleiter in Peking. Seit Herbst 2021 ist er Chefredakteur von POLITICO Europe.

## Auszeichnungen (Auswahl)
- 2010: Journalist des Jahres bei den Editorial Excellence Awards der Society of Publishers in Asia
- 2010: bester Digitalbeitrag bei den Amnesty International Media Awards[8]
- 2013: Ernennung zum Young Global Leader auf dem Weltwirtschaftsforum[9]
- 2013: Shortlist als Auslandsreporter des Jahres bei den britischen Press Awards
- 2013: Shortlist für den Orwell Prize[5][10]